# Ахамада, Науиру
Науиру́ Ахамада́ (фр. Naouirou Ahamada; род. 29 марта 2002, Марсель) — французский футболист коморского происхождения, полузащитник клуба «Кристал Пэлас», выступающий на правах аренды за клуб «Ренн».

## Клубная карьера
Науиру — уроженец французского города Марсель. Заниматься футболом начал в детских командах «Сен-Габриэль» и «Спортинг Клуб Бель Эйр», откуда перешёл в академию французского клуба «Истр». В 16 лет пополнил академию «Ювентуса».
С сезона 2019/2020 — игрок второй команды «старой синьоры». Провёл за неё две встречи. 5 октября 2020 года был отдан в аренду в немецкий клуб «Штутгарт» до конца сезона с правом выкупа. 22 декабря 2020 года дебютировал за вторую команду в поединке против «Зоннехоф Гроссаспах». Всего за вторую команду провёл в сезоне 6 встреч.
6 февраля 2021 года Науиру дебютировал в Бундеслиге в поединке против леверкузенского «Байера», выйдя на замену после перерыва вместо Марк-Оливер Кемпфа. Всего в сезоне появлялся на поле также 6 раз. Вместе с командой занял в чемпионате 9 место.
31 января 2023 года Ахамада Науиру подписал контракт с английским клубом «Кристал Пэлас» на три с половиной года. Он дебютировал 4 февраля, заменив Шейка Дукуре в игре с «Манчестер Юнайтед».

## Карьера в сборной
Науиру являлся игроком юношеских сборных Франции. Участник чемпионата мира 2019 года среди юношей до 17 лет. Провёл на турнире 6 встреч. Вместе с командой завоевал бронзовые награды.

## Достижения
Сборная Франции (до 17 лет)
- Бронзовый призёр чемпионата мира (до 17 лет): 2019